# Backstrom
Backstrom – amerykański serial telewizyjny wyprodukowany przez Far Field Productions, 20th Century Fox Television oraz RSoulPancake Productions. Serial jest adaptacją serii książek The Bäckström autorstwa Leif G. W. Persson. Za opracowanie serialu odpowiada Hart Hanson, twórca serialu Kości. Serial był emitowany od 22 stycznia 2015 roku  do 30 kwietnia 2015 roku przez FOX. W Polsce serial był emitowany od 6 lutego 2015 roku do 1 maja 2015 roku przez Fox. 9 maja 2015 roku, stacja Fox ogłosiła zakończenia produkcji serialu zaledwie po jednym sezonie.

## Fabuła
Fabuła serialu skupia się na Everettcie Backstromie, detektywie, który dowodzi jednostką Serious Crimes Unit w Portland.

## Obsada

### Role pierwszoplanowe
- Rainn Wilson – Everett Backstrom, detektyw[4]
- Genevieve Angelson – Nicole Gravely, detektyw[5]
- Page Kennedy – Frank Moto, oficer
- Kristoffer Polaha – Peter Niedermayer, sierżant[6]
- Dennis Haysbert – John Almond, detektyw[7]
- Beatrice Rosen – Nadia Paquet[8]
- Thomas Dekker – Gregory Valentine[9]

### Role drugoplanowe
- Ben Hollingsworth – Steve Kines[10]
- Sarah Chalke – Amy Gazanian[11]
- Inga Cadranel – Anna Cervantes, szef policji
- Nicholas Bishop
- Rizwan Manji
- Tiffany Hines

## Odcinki
| Sezon | Sezon | Odcinki | Oryginalna emisja | Oryginalna emisja | Oryginalna emisja | Oryginalna emisja | Oryginalna emisja |
| Sezon | Sezon | Odcinki | Premiera sezonu   | Finał sezonu      | Premiera sezonu   | Finał sezonu      |                   |
| ----- | ----- | ------- | ----------------- | ----------------- | ----------------- | ----------------- | ----------------- |
|       | 1     | 13      | 22 stycznia 2015  | 30 kwietnia 2015  | 6 lutego 2015     | 1 maja 2015       |                   |

### Sezon 1 (2015)
| Nr | #  | Tytuł                                                                            | Reżyseria          | Scenariusz             | Premiera w USA   | Premiera w Polsce |
| -- | -- | -------------------------------------------------------------------------------- | ------------------ | ---------------------- | ---------------- | ----------------- |
| 1  | 1  | Pogromca smoków Dragon Slayer                                                    | Mark Mylod         | Hart Hanson            | 22 stycznia 2015 | 6 lutego 2015     |
| 2  | 2  | Piękna Bella                                                                     | Alex Chapple       | Joe Hortua             | 29 stycznia 2015 | 13 lutego 2015    |
| 3  | 3  | Każdy zna kogoś Takes One to Know One                                            | Randy Zisk         | Hart Hanson            | 5 lutego 2015    | 20 lutego 2015    |
| 4  | 4  | Jestem teraz ptakiem I Am a Bird Now                                             | David Boyd         | Karyn Usher            | 12 lutego 2015   | 27 lutego 2015    |
| 5  | 5  | Zły duch Bogeyman                                                                | Jeff Woolnough     | Eli Attie, Hart Hanson | 19 lutego 2015   | 6 marca 2015      |
| 6  | 6  | Starożytna chińska tajemnica Ancient, Chinese, Secret                            | Sarah Pia Anderson | Thomas Wong            | 26 lutego 2015   | 13 marca 2015     |
| 7  | 7  | Wróg moich wrogów Enemy of My Enemies                                            | Jace Alexander     | Andrew Miller          | 5 marca 2015     | 20 marca 2015     |
| 8  | 8  | Dawaj aż zaboli Give ‘Til It Hurts                                               | Rob Hardy          | Karine Rosenthal       | 26 marca 2015    | 27 marca 2015     |
| 9  | 9  | Nieuchronna prawda The Inescapable Truth                                         | Michael Offer      | Eli Attie              | 2 kwietnia 2015  | 3 kwietnia 2015   |
| 10 | 10 | Miłość to róża i lepiej jej nie zrywać Love Is a Rose and You Better Not Pick It | Kevin Hooks        | Joe Hortua             | 9 kwietnia 2015  | 10 kwietnia 2015  |
| 11 | 11 | Lubie sobie popatrzeć I Like to Watch                                            | Adam Arkin         | Karine Rosenthal       | 16 kwietnia 2015 | 17 kwietnia 2015  |
| 12 | 12 | Korkociąg Corkscrewed                                                            | Jeffrey Walker     | Andrew Miller          | 23 kwietnia 2015 | 24 kwietnia 2015  |
| 13 | 13 | Twarde dno Rock Bottom                                                           | Kevin Hooks        | Hart Hanson            | 30 kwietnia 2015 | 1 maja 2015       |

## Produkcja
Początkowo serial zamówiła stacja CBS w 2012 roku, a po zrealizowaniu pilotowego odcinka zrezygnowali z produkcji kolejnych odcinków. 8 stycznia 2014 roku, FOX zamówiła serial na sezon telewizyjny 2014/15, którego premiera była zaplanowana na midseason.